# Gregorio Conde
Gregorio Conde war ein uruguayischer Politiker.
Conde hatte als Repräsentant des Departamento Montevideo in der 3. und erneut in der Legislaturperiode im Zeitraum vom 26. Februar 1839 bis zum 26. Oktober 1841 bzw. vom 27. Februar 1843 bis zum 14. Februar 1846 ein Titularmandat in der Cámara de Representantes inne. 1845 übte er dabei das Amt des Ersten Vizepräsidenten der Abgeordnetenkammer aus. Auch in der 7. Legislaturperiode war er vom 7. März 1854 bis zum 14. Februar 1855 in dieser Kammer vertreten. Dieses Mal nahm er das Mandat als gewählter Vertreter für das Departamento Canelones wahr. In der 8. Legislaturperiode saß er dann als stellvertretender Abgeordneter für das Departamento Soriano im Zeitraum vom 15. Februar 1855 bis zum 14. Februar 1858 in der Abgeordnetenkammer. Für das Jahr 1857 wurde ihm dort erneut das Amt des Ersten Vizepräsidenten übertragen.